# (11134) České Budějovice
(11134) České Budějovice – planetoida z grupy pasa głównego asteroid okrążająca Słońce w ciągu 4 lat i 356 dni w średniej odległości 2,91 j.a. Została odkryta 4 grudnia 1996 roku w Obserwatorium Kleť w pobliżu Czeskich Budziejowic przez Miloša Tichego i Zdenka Moravca. Nazwa planetoidy pochodzi od czeskiego miasta Czeskie Budziejowice w pobliżu którego znajduje się Obserwatorium Kleť. Przed nadaniem nazwy planetoida nosiła oznaczenie tymczasowe (11134) 1996 XO2.